# Línea 84 (Buenos Aires)
La línea 84 es una línea colectivos del Área Metropolitana de Buenos Aires. Une Ciudadela con Constitución.
La línea actualmente es operada por Gral. Tomás Guido S.A. que desde 2012 es controlada por el Grupo DOTA.

## Recorrido Principal

### DesdeCiudadelaaPlaza Constitución
Desde CROACIA entre BERGAMINI y SAN IGNACIO, SAN IGNACIO, GALILEO GALILEI, COLECTORA OESTE AVENIDA GENERAL PAZ, cruce AVENIDA GENERAL PAZ, COLECTORA ESTE AVENIDA GENERAL PAZ, AVENIDA FRANCISCO BEIRÓ, SEGUROLA, JOSÉ PEDRO VARELA, RICARDO GUTIÉRREZ, CUENCA, MARCOS SASTRE, AVENIDA NAZCA, AVENIDA GAONA, ARGERICH, NEUQUÉN, MÉNDEZ DE ANDES, HIDALGO, ÁNGEL M. GIMÉNEZ, ROSARIO, VENEZUELA, COLOMBRES, AVENIDA BELGRANO, COMBATE DE LOS POZOS, AVENIDA JUAN DE GARAY, LIMA OESTE, AVENIDA BRASIL (última parada), LIMA ESTE, BRASIL ingresando al CENTRO DE TRANSBORDO ÁREA PLAZA CONSTITUCIÓN.

### DesdePlaza ConstituciónaCiudadela
Desde el CENTRO DE TRANSBORDO ÁREA PLAZA CONSTITUCIÓN ubicado en el predio delimitado por AVENIDA CASEROS, GENERAL HORNOS, AVENIDA BRASIL y BERNARDO DE IRIGOYEN por AVENIDA CASEROS, contracarril de GENERAL HORNOS (parada de inicio), BRASIL, BERNARDO DE IRIGOYEN, AVENIDA JUAN DE GARAY, FILIBERTO, AVENIDA ENTRE RÍOS, AVENIDA BELGRANO, SOLÍS, VENEZUELA, PASCO, VENEZUELA, SÁNCHEZ DE LORIA, AGRELO, GUAYAQUIL, AVENIDA JOSÉ MARÍA MORENO, AVENIDA ACOYTE, DOCTOR JUAN FELIPE  ARANGUREN, NEUQUÉN, GENERAL MARTÍN DE GAINZA, DOCTOR JUAN FELIPE ARANGUREN, ALMIRANTE FRANCISCO JUAN SEGUÍ, AVENIDA GAONA, AVENIDA NAZCA, ARREGUI, HELGUERA, MELINCUÉ, CONCORDIA, SIMBRÓN, SANABRIA, AVENIDA FRANCISCO BEIRÓ, COLECTORA OESTE AVENIDA GENERAL PAZ, GENERAL ROCA, BERGAMINI, CROACIA hasta CROACIA entre BERGAMINI y SAN IGNACIO.